# UNPROFOR
United Nations Protection Force (UNPROFOR; Силы Организации Объединенных Наций по охране, СООНО) — миротворческая миссия Организации Объединённых Наций на территории стран бывшей Югославии, действовавшая в 1992—1995 годах.
Миссия UNPROFOR была учреждена 21 февраля 1992 года резолюцией Совета Безопасности ООН 743. Первоначальной задачей миссии был контроль за перемирием между враждующими сторонами в Хорватии (см. Война в Хорватии). После начала боевых действий в Боснии мандат миссии был расширен и включал в себя защиту международного аэропорта Сараево (с июня 1992), а в дальнейшем (с сентября 1992) — защиту гуманитарных операций на всей территории Боснии и Герцеговины. Также войска UNPROFOR были размещены в Македонии.

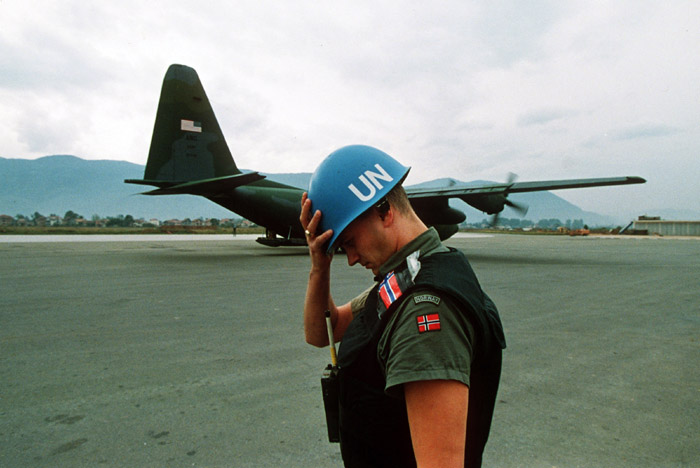
Норвежский миротворец во время осады Сараево (Война в Боснии и Герцеговине), лето 1992 г.

В ходе миссии войска ООН понесли значительные потери, так как периодически подвергались нападениям со стороны всех сил, участвовавших в конфликте. Например, за одну неделю в конце июня 1995 года позиции миротворцев в Боснии подвергались обстрелам 17 раз (в том числе 15 со стороны боснийских сербов), дважды миротворцы открывали ответный огонь.
Всего в составе UNPROFOR служили воинские контингенты и прочие подразделения примерно 40 стран мира (в том числе России и Украины). Общая численность миссии, включая гражданский персонал, достигала 44 тыс. человек на март 1995 года. Потери миссии за всё время составили около 200 человек погибшими.
Миссия UNPROFOR стала первой, в которой принимал участие российский миротворческий контингент 554-й отдельный пехотный батальон ООН, насчитывавший 884 военнослужащих ВДВ (РСК) и 629 ОПБ ООН (Босния). В ходе миссии погибли 2 военнослужащих, несколько человек получили ранения. Согласно именному списку, с 1993 по 31.03.1995 погибли 11 российских миротворцев.
По решению СБ ООН, принятому 31 марта 1995 года, UNPROFOR была реорганизована в три самостоятельные, но взаимосвязанные миротворческие миссии.